# Chokehold
Chokehold è un singolo del gruppo musicale britannico Sleep Token, pubblicato il 5 gennaio 2023 come primo estratto dal terzo album in studio Take Me Back to Eden.

## Video musicale
Un visualizer animato per il brano è stato diffuso su YouTube contestualmente alla pubblicazione del brano. Il video ritrae una bestia aracnide con armatura mentre solleva un'ascia, riferimento alla copertina del singolo.

## Tracce
Testi e musiche di Leo George Faulkner e Adam Paul Pedder.
1. Chokehold – 5:04

## Formazione
Hanno partecipato alle registrazioni, secondo quanto riportato dall'etichetta:
Gruppo
- Vessel 1 – voce, chitarra, basso, tastiera, sintetizzatore
- Vessel 2 – batteria

Produzione
- Carl Brown – produzione, registrazione
- Vessel 1 – produzione